# R.C. Pro-Am
R.C. Pro-Am è un videogioco sviluppato da Rare e pubblicato nel 1988 da Nintendo per Nintendo Entertainment System. Primo titolo dell'omonima serie di simulatori di guida, il gioco ha ricevuto due seguiti: Super R.C. Pro-Am (1991) per Game Boy e R.C. Pro-Am II (1992). La conversione per Sega Mega Drive, dal titolo Championship Pro-Am, è stata distribuita nel 1992. Il gioco è inoltre incluso nella raccolta Rare Replay per Xbox One.
Il videogioco ha venduto oltre 2 milioni di copie ed è considerato un titolo innovativo, precursore della serie Mario Kart prodotta da Nintendo.

## Modalità di gioco
Si presenta come una serie di gare di auto radiocomandate in differenti tracciati visti con una prospettiva isometrica dall'alto. L'obiettivo di ogni gara è quello di qualificarsi tra i primi tre piloti per accedere alla pista successiva.
Durante la corsa i giocatori raccolgono elementi per migliorare le prestazioni, e devono evitare una varietà di rischi, come pozzanghere o chiazze di olio. È stato uno dei primi esempi di giochi di corse con elementi di combattimento veicolare, in cui i piloti possono usare missili e armi o disabilitare temporaneamente veicoli avversari.